# Boicote aos ônibus de Baton Rouge
O boicote aos ônibus de Baton Rouge foi uma campanha de protesto de uma semana contra a política de segregação racial nos ônibus urbanos de Baton Rouge, Luisiana. O boicote foi lançado em 19 de junho de 1953 por moradores afro-americanos que representavam 80% dos passageiros de ônibus na capital da Louisiana, e ainda assim foram impedidos pelas regras de Jim Crow de sentar nas primeiras filas de um ônibus municipal. Em vez disso, eles foram forçados a sentar no fundo do ônibus, muitas vezes tendo que ficar de pé, mesmo com vários assentos reservados para brancos permanecendo vazios.
O boicote terminou com um acordo que abriu assentos adicionais nos ônibus para uso de passageiros negros, ao mesmo tempo em que preservava uma estrutura de segregação. O sistema de carona gratuita de Baton Rouge — rapidamente organizado pelas igrejas negras da cidade para oferecer caronas aos boicotadores de ônibus — foi estudado mais tarde por Martin Luther King Jr. como um modelo a ser copiado em uma escala maior em Montgomery, Alabama. Embora ofuscado pelo mais famoso boicote aos ônibus de Montgomery de 1955–56, a ação tomada em 1953 pela comunidade afro-americana em Baton Rouge passou a ser reconhecida como um evento inicial crucial no movimento pelos direitos civis.

## História
Nas décadas anteriores ao boicote, os negros em Baton Rouge foram autorizados a possuir e administrar ônibus particulares para fornecer transporte para seus colegas moradores negros. Em 1950, a legislatura estadual da Luisiana aprovou uma lei proibindo os cidadãos de possuir ônibus particulares que operassem independentemente dos sistemas municipais do estado. Como consequência, todos os moradores de Baton Rouge foram obrigados a usar o transporte público segregado. Em seu livro The Origins of the Civil Rights Movement, o sociólogo Aldon Morris explica as regras de segregação que existiam nos ônibus em Baton Rouge:

Sob o sistema Jim Crow, cada ônibus público tinha uma "seção de cor" na parte de trás e uma "seção de brancos" na frente. Se a seção de brancos enchesse, os negros tinham que se mover mais para trás, carregando com eles a placa que designava "de cor". Quando os negros enchiam a seção de cor, no entanto, eles tinham que ficar de pé, mesmo que os assentos na seção de brancos estivessem vagos. A maioria das rotas de ônibus passava pela comunidade negra, o que significava que a seção de cor estava frequentemente cheia e toda a seção de brancos vazia. No coração de sua própria comunidade, os negros tinham que ficar de pé sobre os assentos vagos designados para passageiros brancos.
De acordo com a regra Jim Crow de Baton Rouge, as primeiras dez fileiras de um ônibus eram reservadas para brancos.

### Portaria 222
No início da década de 1950, os negros constituíam 28% da população de 125.000 habitantes de Baton Rouge (segundo o censo de 1950), mas representavam 80% dos passageiros de ônibus. Em 1953, o descontentamento com os ônibus urbanos segregados estava chegando ao ponto de ebulição. Em janeiro, as tarifas de ônibus foram aumentadas de 10 para 15 centavos. No início de fevereiro, o reverendo T. J. Jemison da Igreja Batista Monte Zion reclamou ao Conselho Municipal sobre os negros terem que ficar de pé na seção traseira superlotada enquanto os assentos reservados "brancos" estavam vazios.
O conselho finalmente promulgou a Portaria 222, que facilitou as regras de segregação em ônibus. Em vez de exigir assentos reservados, a portaria estipulou um arranjo mais flexível, por ordem de chegada, no qual os negros poderiam ocupar assentos da parte traseira para a frente, enquanto os brancos ocupariam assentos da frente para trás (nota: outras cidades do Sul  adotaram políticas de assentos semelhantes). Sob esse sistema revisado, uma pessoa negra poderia, em princípio, sentar-se na frente, desde que (a) a parte de trás do ônibus estivesse cheia e (b) a pessoa negra se abstivesse de sentar-se ao lado de uma pessoa branca ou em um assento na frente de uma pessoa branca. Além disso, os passageiros negros tinham que entrar no ônibus pela porta traseira em vez da porta da frente. Como Dean Sinclair escreve:

Embora a separação de raças fosse mantida, os passageiros negros de ônibus poderiam pelo menos sentar. O prefeito Jesse Webb e o conselho, com o apoio e orientação do procurador da cidade Gordon King, aprovaram por unanimidade a Portaria 222 em 11 de março de 1953. É interessante que a aprovação da resolução não tenha sido notada no Baton Rouge Morning Advocate, o principal jornal da cidade.
Na verdade, a portaria não foi bem divulgada; a maioria dos moradores desconhecia seu conteúdo e os motoristas de ônibus da cidade, todos brancos, não observaram as mudanças nas regras.

### Martha White
Na manhã de 15 de junho de 1953, uma governanta negra de 31 anos chamada Martha White subiu a bordo de um ônibus lotado de Baton Rouge depois de caminhar quilômetros até o ponto de ônibus. Ela viu apenas um assento disponível, na seção "reservada" na frente. Ela pegou o assento proibido. O motorista do ônibus disse que ela não poderia sentar ali. Ela começou a se levantar, mas decidiu sentar-se novamente. Nesse ponto, de acordo com um biógrafo, o motorista do ônibus irado a "maltratou". Logo, outra mulher negra no ônibus sentou-se ao lado de White em solidariedade. O motorista ameaçou prendê-las e chamou a polícia. Como Martha White lembrou mais tarde, "parecia que todos os policiais da cidade estavam lá, e o chefe da comissão de ônibus". O Rev. Jemison também apareceu e interveio em nome de White. Embora não tenha conseguido evitar que ela fosse jogada para fora do ônibus, ele impediu que ela fosse presa, citando as disposições da Portaria 222.
O ato de desobediência civil de White seguiu alguns incidentes semelhantes nas semanas anteriores, nos quais moradores negros de Baton Rouge, o reverendo Jemison em particular, testaram os limites da nova portaria. Em um caso, ele sentou-se perto da frente de um ônibus e não se moveu quando o motorista o instruiu a fazê-lo. O motorista ficou tão frustrado que dirigiu o ônibus diretamente para a delegacia de polícia; no entanto, os policiais se recusaram a prender Jemison porque, tecnicamente falando, ele não estava infringindo a lei.
Durante o acalorado confronto em 15 de junho, o gerente da empresa de ônibus H. D. Cauthen chegou ao local e disse ao motorista recalcitrante para obedecer à portaria do Conselho Municipal. Quando o motorista se recusou, Cauthen o suspendeu. O sindicato dos motoristas de ônibus reagiu à suspensão encenando um walkout. O protesto durou até 19 de junho. Naquele dia, o procurador-geral da Luisiana, Fred LeBlanc, declarou a Portaria 222 "inconstitucional porque não reservava especificamente assentos para brancos e negros". Os motoristas ficaram satisfeitos e voltaram ao trabalho.

### Boicote aos ônibus
Em resposta à anulação da Portaria 222, Jemison se juntou aos empresários negros e líderes religiosos da cidade para formar a United Defense League (UDL). Em 19 de junho, a UDL convocou um boicote aos ônibus de Baton Rouge. A primeira reunião noturna dos participantes do boicote foi realizada na Igreja Batista Monte Zion de Jemison. Ele e a UDL, que incluía uma coalizão de igrejas afro-americanas da cidade, mostraram-se eficazes em reunir a comunidade para apoiar o boicote. Em 22 de junho, a demonstração de apoio foi tanta que as reuniões noturnas tiveram que ser transferidas para um local maior na McKinley High School.
As igrejas rapidamente organizaram um sistema improvisado de carona gratuita que hoje pode ser chamado de programa de carona compartilhada ou carona solidária, com os paroquianos usando seus veículos pessoais para levar outros moradores negros de e para seus empregos. Para financiar o programa, as igrejas passaram placas de coleta para ajudar a cobrir as despesas com gasolina e manutenção de carros. Foi estimado que vários milhares de dólares foram arrecadados em alguns dias. Um proprietário negro de um posto Esso ajudou os motoristas do boicote vendendo sua gasolina a preços de atacado. O sistema de carona gratuita, que operava das 5h00 à meia-noite, tinha que ser gratuito ou teria sido fechado pelo governo da cidade como um serviço de táxi sem licença. Em uma entrevista de 1994, Jemison lembrou que no auge do boicote, 65 a 70 carros e caminhões estavam dando carona.
O boicote foi bem-sucedido, pois quase nenhum negro andava de ônibus urbano. Eles usavam o sistema de carona gratuita ou iam a pé para o trabalho. A empresa de ônibus de Baton Rouge estava sentindo a dor do boicote, já que os passageiros negros representavam dois terços de sua receita normal. A empresa estava perdendo cerca de US$ 1.600 por dia. Para resolver o conflito, o Conselho Municipal aprovou a Portaria 251 em 24 de junho. Foi uma medida de compromisso que manteve a linguagem de primeiro a chegar, primeiro a ser atendido da Portaria 222, mas também preservou a segregação ao designar os dois assentos laterais dianteiros como reservados para brancos, e o amplo assento traseiro que se estendia pela parte de trás do ônibus como reservado para negros.
Em 25 de junho, em uma reunião da McKinley High School com a presença de 7.000 pessoas no Memorial Stadium, o compromisso da Portaria 251 foi aceito, embora a contragosto e sob protesto daqueles que queriam manter o boicote. Na reunião, foi tomada a decisão de interromper o sistema de carona gratuita, o que para todos os efeitos práticos encerrou o boicote. Jemison e os outros líderes prometeram desafiar a nova portaria no tribunal. Eles mantiveram sua promessa, mas levou nove anos nos tribunais da Luisiana para finalmente acabar com a segregação nos ônibus de Baton Rouge. Pelo restante da década, as conquistas do boicote inspiraram os moradores negros da cidade a continuar se mobilizando em torno de questões de justiça racial, como a dessegregação de estabelecimentos de alimentação.

### Impacto em Montgomery
Embora o acordo não tenha proporcionado uma vitória completa para os passageiros negros dos ônibus, o boicote em si ilustrou o poder da resistência pacífica para forçar concessões e, ao fazê-lo, influenciou o movimento pelos direitos civis que se seguiu. O reverendo  Martin Luther King Jr. estava profundamente ciente do que aconteceu em Baton Rouge. No início do boicote aos ônibus de Montgomery em dezembro de 1955, ele fez uma ligação de longa distância para o reverendo Jemison, como Taylor Branch observa:

King colheu de Jemison todos os detalhes úteis de que se lembrava sobre como organizar uma grande carona solidária. Naquela mesma noite, ele subiu ao púlpito em uma reunião de massa para explicar por que eles tinham que manter o boicote [de Montgomery]... A boa notícia, King anunciou corajosamente, era que eles poderiam organizar uma carona solidária semelhante à de Baton Rouge. Para fazer isso, os proprietários de carros devem oferecer carros voluntariamente, e os motoristas devem se oferecer para dirigir. Nenhum dinheiro poderia mudar de mãos diretamente, mas os passageiros poderiam fazer contribuições para a MIA [Montgomery Improvement Association], e a MIA poderia, por sua vez, subsidiar os custos da carona solidária.
Além de copiar o sistema de caronas privadas, os estrategistas de boicote de Montgomery também adotaram a prática de Baton Rouge de realizar reuniões noturnas em massa, "que reuniam todos onde discutiam o que havia acontecido durante o dia todo e como planejavam continuar no dia seguinte".
De acordo com o historiador Douglas Brinkley, "Todas as pessoas em Montgomery estudaram Baton Rouge. Tornou-se seu estudo de caso. O que as pessoas de Baton Rouge fizeram certo? O que fizeram errado? Como podemos melhorar isso aqui em Montgomery? Então, se você quiser, é uma espécie de João Batista do boicote aos ônibus de Montgomery. Certa vez entrevistei Rosa Parks, que me disse o quão importante era o que acontecia em Baton Rouge. Em seu escritório da NAACP em Montgomery, eles monitoravam o que estava acontecendo lá, diariamente. Então, nesse sentido, é muito, muito importante porque educou Martin Luther King Jr., Rosa Parks e outros sobre como fazer um boicote bem-sucedido."

## Legado
À medida que historiadores e acadêmicos pesquisaram o movimento pelos direitos civis dos EUA, o boicote aos ônibus de 1953 em Baton Rouge cresceu em estatura. Aldon Morris o chamou de "o ponto de partida", "a primeira grande batalha do movimento moderno pelos direitos civis" e "a primeira evidência de que o sistema de segregação racial poderia ser desafiado pela ação de massa".
Em junho de 2003, o 50º aniversário do boicote foi homenageado em Baton Rouge com três dias de eventos organizados por um morador branco de 30 anos, Marc Sternberg. Ele foi criado na capital da Luisiana e, no entanto, só soube por acidente sobre o boicote ao ler um relato de sua contraparte mais celebrada em Montgomery. Ele foi citado dizendo: "Antes que o Dr. King tivesse um sonho, antes que Rosa mantivesse seu assento e antes que Montgomery tomasse posição, Baton Rouge desempenhou seu papel".
Em 2004, a Louisiana Public Broadcasting exibiu um documentário intitulado Signpost to Freedom: The 1953 Baton Rouge Bus Boycott, que procurava, nas suas palavras, "levar esta história notável e não contada a milhões de americanos".
Em novembro de 2015, o projeto "Banco na Estrada" da Sociedade de Toni Morrison selecionou Baton Rouge como um local para memorializar. O projeto coloca bancos em locais com significado histórico para pessoas de ascendência africana. O banco comemorando o boicote aos ônibus de Baton Rouge foi inaugurado em 6 de fevereiro de 2016 no McKinley High School Alumni Center.
Na época de sua morte em 2021, Martha White foi reconhecida como uma heroína anônima do movimento pelos direitos civis que, como Rosa Parks faria dois anos e meio depois em Montgomery, desafiou a segregação nos ônibus urbanos.